# Compsophila
Compsophila és un gènere monotípic d'arnes de la família Crambidae. Conté només una espècie, Compsophila iocosma, que es troba a Fiji.